# ترپتاورز
ترپتاورز (انگلیسی: Treptowers) ساختمان اداری ۲۸ طبقه مستقر در شهر مونیخ، آلمان است، که در سال ۱۹۹۸ احداث گردید.